# 黃敬雅
黃敬雅（1988年10月26日—），臺灣民主進步黨籍政治人物，前台灣基進黨員。生於台灣高雄市，取得國立台東大學學士學位，現任女力護國計畫決策成員、民進黨立法委員賴瑞隆服務團隊執行長，曾任復興航空空服員，也是復興航空235號班機空難中唯一一位倖存的空服員。

## 生平
2015年，黃敬雅服務於復興航空國內線時，遭遇復興航空235號班機空難，成為唯一倖存的機組人員。
2022年，加入台灣基進，於高雄市第十選舉區（前鎮區、小港區）代表該黨參選2022年中華民國直轄市議員及縣市議員選舉，因素人參政及受限於傳統地方組織劣勢，最終仍以7,634票高票落選，選後因政治理念及路線歧異，與同黨議員參選人陳子瑜相繼宣布退出台灣基進。
根據聯合報報導，黃敬雅目前正積極爭取提名參選2026年前鎮、小港區的高雄市議員，不過這回她改披民進黨戰袍參戰。對此她表示自己兩年前就已加入民進黨，純粹認同政黨理念與路線，並非選舉考量，至於未來個人規畫，期待有最適當的安排來服務鄉親。

## 選舉紀錄

### 2022年縣市議員選舉

#### 高雄市第十選舉區（前鎮區、小港區）
- 應選出名額：8席 ，含婦女保障名額：2席
- 選舉人數：277,130
- 投票數（投票率）：164,078（59.21%）
- 有效票（比率）：160,874（98.05%），無效票（比率）：3,204（1.95%）

| 號次 | 候選人 | 性別 | 政黨               | 得票數 | 得票率 | 當選標記 |
| ---- | ------ | ---- | ------------------ | ------ | ------ | -------- |
| 1    | 顏坤泉 | 男   | 左翼聯盟           | 1,498  | 0.93%  |          |
| 2    | 朱挺玗 | 女   | 無黨籍             | 4,671  | 2.90%  |          |
| 3    | 鄭光峰 | 男   | 民主進步黨         | 15,917 | 9.89%  |          |
| 4    | 黃雍琇 | 女   | 民主進步黨         | 10,601 | 6.59%  |          |
| 5    | 陳致中 | 男   | 民主進步黨         | 18,545 | 11.53% |          |
| 6    | 余宗熹 | 男   | 無黨籍             | 3,237  | 2.01%  |          |
| 7    | 曾麗燕 | 女   | 中國國民黨         | 15,469 | 9.62%  |          |
| 8    | 仙玲   | 女   | 小民參政歐巴桑聯盟 | 3,490  | 2.17%  |          |
| 9    | 黃敬雅 | 女   | 台灣基進           | 7,634  | 4.75%  |          |
| 10   | 黃彥毓 | 男   | 民主進步黨         | 10,826 | 6.73%  |          |
| 11   | 吳銘賜 | 男   | 台灣團結聯盟       | 13,428 | 8.35%  |          |
| 12   | 蔡武宏 | 男   | 中國國民黨         | 14,689 | 9.13%  |          |
| 13   | 湯茹婷 | 女   | 時代力量           | 5,990  | 3.72%  |          |
| 14   | 陳麗娜 | 女   | 中國國民黨         | 15,696 | 9.76%  |          |
| 15   | 陳識明 | 男   | 中國國民黨         | 4,910  | 3.05%  |          |
| 16   | 李順進 | 男   | 無黨團結聯盟       | 13,660 | 8.49%  |          |
| 17   | 蔡媽福 | 男   | 宗 宗教聯盟        | 613    | 0.38%  |          |

## 家庭
育有一女，丈夫邱顯駿曾任民主進步黨籍立法委員鄭運鵬的幕僚。

## 外部連結
- 黃敬雅 Huang Ching-Ya 的 Facebook 粉絲專頁 （页面存档备份，存于）
- 黃敬雅 的 Facebook 專頁